# Gråkindad skogstrast
Gråkindad skogstrast (Catharus minimus) är en huvudsakligen nordamerikansk fågel i familjen trastar inom ordningen tättingar, den nordligaste förekommande av skogstrastarna och den enda av arterna som även återfinns i östligaste Sibirien.

## Kännetecken

### Utseende
Gråkindad skogstrast är en liten trast (15-17 centimeter) med det karaktäristiska vit-svart-vita undersidan på vingarna som är typiskt för Catharus-trastar. Den är mycket lik beigekindad skogstrast med sitt finfläckade strupe och bröst, smala strecket på strupens sida, gråtonade kroppsidor och enfärgat gråbrun ovansida. Den skiljer sig genom att en smalare ögonring, gråvit grundfärg på huvudet snarare än beige och saknar ett tydligt ljust tygelstreck. Den nyligen urskilda balsamskogstrasten är ännu mindre, är rostfärgad på stjärten samt halva delen av nedre näbbhalvan gul.

### Läte
Sången hos gråkindad skogstrast är en serie skorriga flöjtliknande toner som avslutas med en glidning nedåt i tonhöjd.

## Utbredning och systematik
Gråkindad skogstrast är den mest nordligt häckande av alla skogstrastar och delas in i två underarter med följande utbredning:
- Catharus minimus minimus – häckar i nordöstra Sibirien och Kanada, och flyttar vintertid till Nord- och Sydamerika
- Catharus minimus aliciae – häckar i sydöstra Kanada och övervintrar i Västindien

Arten är en sällsynt gäst i Europa, med ett 60-tal fynd från Storbritannien, ett 20-tal från Azorerna, enstaka från Frankrike, Island, Irland och Norge samt ett fynd vardera i Nederländerna, Portugal, Italien och Tyskland. Inget fynd finns ännu från vare sig Sverige, Finland eller Danmark.
Tidigare behandlades balsamskogstrast (C. bicknelli) som en underart till gråkindad skogstrast.

## Ekologi
Gråkindad skogstrast häckar i skogsområden med tät undervegetation, upp till gränsen mot tundran. Det skålformade boet placeras på marken eller i grenklykor i buskar. Den lägger tre till fem ljust blågröna ägg med bruna fläckar.

## Status och hot
Arten har ett stort utbredningsområde och en stor population. Populationsutvecklingen är okänd, men internationella naturvårdsunionen IUCN bedömer inte att det är troligt att den skulle minska så pass mycket att den kan betraktas som hotad. Fågeln placeras därför i kategorin livskraftig (LC). Världspopulationen uppskattas till tolv miljoner individer.